# Hákarl

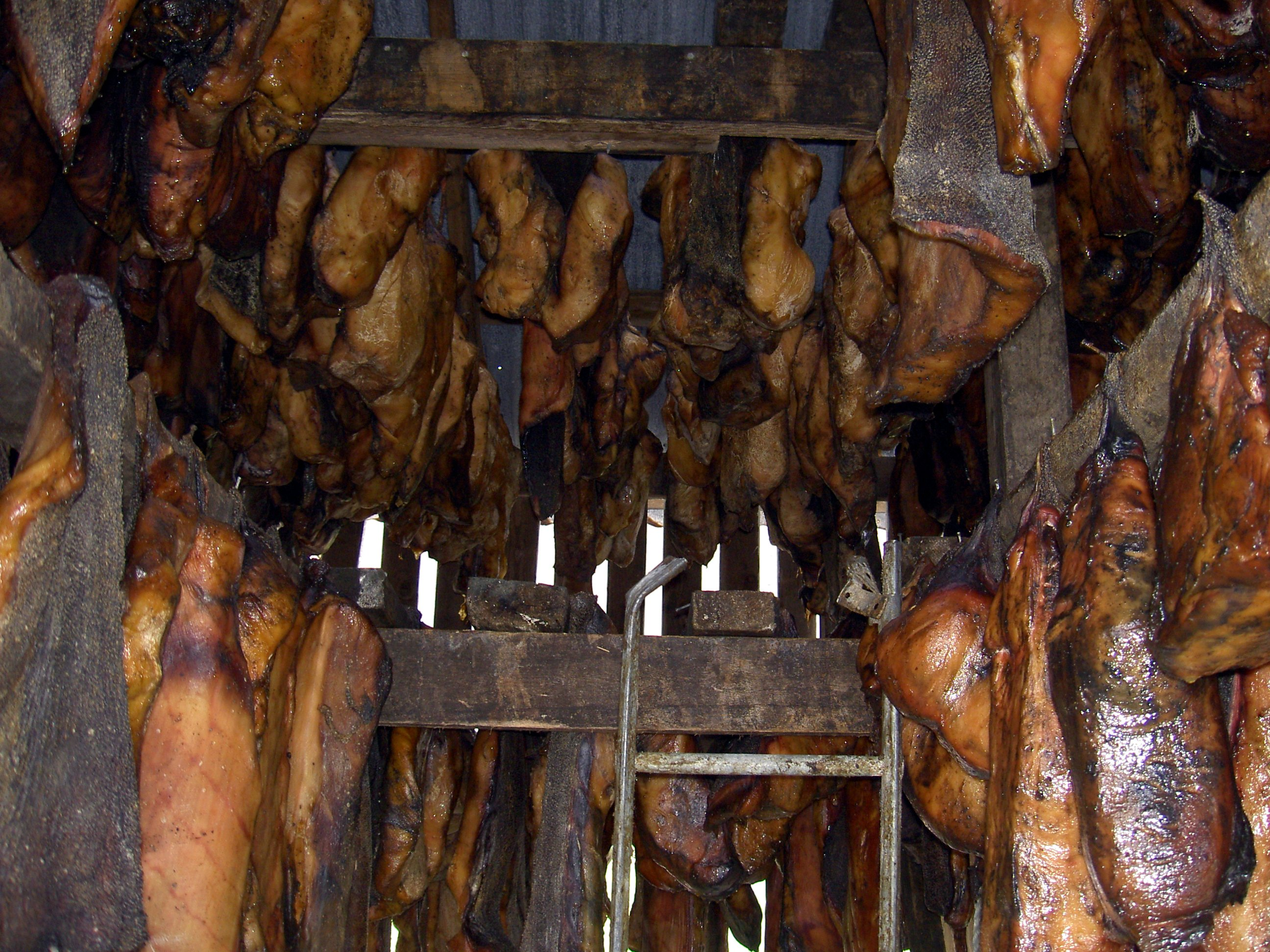
Hákarl islandès curant-se.

El hákarl o kæstur hákarl és un plat de la cuina islandesa que consisteix en carn crua de tauró pelegrí o tauró de Groenlàndia. La carn d'aquests taurons menjada sense preparar és tòxica a causa del seu alt contingut en àcid úric (el tauró no té ronyó i concentra tot aquest àcid als seus músculs), i per ser ingerit és necessari que passi per un llarg procés d'elaboració. Quan la carn està curada, desprèn una forta olor (fins i tot per als islandesos acostumats) que recorda l'amoníac d'alguns productes de neteja.
Es serveix generalment tallat en daus de color marró d'un o dos centímetres, amb escuradents. Es tracta, en part, d'un aliment de gust adquirit, hom necessita temps per acostumar-s'hi. Per això s'aconsella als principiants tapar-se el nas quan se n'ingereix un tros per evitar les fortes olors quan s'apropa a la boca. El hákarl se sol servir amb un aiguardent típic anomenat brennivín.

## Processat
El curat del hákarl té com a finalitat eliminar la quantitat d'àcid úric en els teixits. Això no obstant, és un procés lent i llarg que comença amb el rentat i el trossejat del tauró, del qual s'eliminen els òrgans interns i el cap. Degut a la fortor que es desprèn se sol cavar un clot a terra, allunyat de les zones habitades, i s'enterra allà amb sorra i grava durant un mes i mig si és estiu o tres mesos si és hivern. També existeix un mètode més modern consistent simplement en fer pressió sobre el tauró en un gran recipient de plàstic escorredor- Després d'aquesta operació, es talla en tires i es deixa assecar penjat en un lloc fosc i ben airejat durant tres o quatre mesos, on es crearà una crosta marró que s'haurà de treure abans de servir-lo a daus.